# Ciucevele Cernei
Ciucevele Cerna forma una àrea protegida d'interès nacional que correspon a la 4a categoria de la UICN (reserva natural mixta), situada al comtat de Gorj, al territori administratiu de la comuna de Padeș.
L'espai natural es troba a l'extrem nord-oest del comtat de Gorj, al territori del poble de Cerna-Sat, a la vall superior del riu Cerna, entre aquesta i la vall de Cărbunelui, al peu occidental de les muntanyes de Vâlcan.
La reserva natural té una superfície de 1.166 hectàrees., va ser declarat espai protegit per la Llei núm. 5 de 6 de març de 2000 i representa una zona d'interès geològic, florístic i paisatgístic, amb vegetació de roca herbosa i espècies arbòries amb elements meridionals; amb un relleu ruïnós (amb roques, cingles calcàries, erupcions) calcària formada per tres cossos.